# Sofia Kappel
Anna Sofia Gunvor Kappel (Färingsö, 27 de abril de 1998) é uma atriz sueca. Ela fez sua estreia em 2021 no longa-metragem Pleasure de Ninja Thyberg, que lhe rendeu o Guldbagge de Melhor Atriz.

## Filmografia
- 2021 – Pleasure
- 2022 – Stammisar
- 2022 – Feed